# James Verbicky
James Verbicky (ur. 20 czerwca 1973 w Edmonton) – kanadyjski malarz.
Urodził się w rodzinie polskich emigrantów w Edmonton, a następnie razem z rodziną wielokrotnie przeprowadzał się do Calgary, Victorii i Vacouver. Jest samoukiem, w 2002 zebrał swoje grafiki i wyjechał z Kolumbii Brytyjskiej do południowej Kalifornii, obywatelstwo otrzymał w 2008. W tym samym roku jego prace wzięły udział w Société Nationale des Beaux-Arts w Carrousel du Louvre w Luwrze. Verbicky był jednym z dwunastu amerykańskich artystów zaproszonych na tę wystawę, jego obrazy pokazano w ramach "Awake Concrete" w grudniu 2008.
Prace Jamesa Verbicky’ego są prezentowane w wielu galeriach Stanów Zjednoczonych, jego obrazy znajdują się w kolekcjach należących do Laurence Tisch, Phila McGraw, Lary Stone, Camerona Mathisona, Jona Cryera, Jane Kaczmarek oraz Frank Sinatra Estate w Northridge. 
Jego prace reprezentują takie style jak ekspresjonizm abstrakcyjny, sztuki abstrakcyjne i minimalizm. W 2010 do swojej twórczości wprowadził rzeźby trójwymiarowe, nazywa je "malowidłami mediów".